# August von Gise
August Friedrich Ludwig Max Maria Freiherr von Gise (* 5. Oktober 1850 in Dresden; † 14. Juli 1913 in München) war Oberhofmeister, Mitglied des Deutschen Reichstags und Mitglied der Kammer der Abgeordneten des Landtags des Königreichs Bayern.

## Leben
Gise war der Sohn des bayerischen Gesandten an den sächsischen Höfen in Dresden Maximilian von Gise und lebte in Teublitz, wo das Schloss der Familie stand.
Er besuchte Privatunterricht, das Gymnasium, die Universität und die technische Hochschule und unternahm umfangreiche Reisen.
Von 1881 bis 1888 war er Mitglied der Bayerischen Kammer der Abgeordneten erst für die Bayerische Patriotenpartei und dann für das Zentrum für den Wahlkreis Amberg. Gleichzeitig war er auch von 1881 bis 1888 Mitglied des Deutschen Reichstags für den Wahlkreis Oberpfalz 2 (Amberg, Nabburg, Sulzbach, Eschenbach) und die Deutsche Zentrumspartei. Beide Mandate legte er nieder, als er zum Oberhofmeister und funktionierenden Hofmarschall I.K.H. der Prinzessin Adalbert von Bayern ernannt wurde.